# 操控遊戲
《操控遊戲》（韓語：조각도시）是Disney+计划2025年上线公开的原创韩国剧集，翻拍自2017年的韩国电影《被操縱的都市》，由《国民死刑投票》的导演朴信宇和《限制来电》《亚马逊活命水》的导演金昌柱共同执导，《模範計程車》《犯罪都市4》的编剧吴尚浩执笔剧本，池昌旭、都敬秀、李光洙和赵允秀主演。

## 剧情概要
一直过着平凡生活的男人泰中（池昌旭 饰）某一天被卷入恶劣的犯罪案件中，他因此被关进监狱；当他得知这一切都是约翰（都敬秀 饰）策划的之后，对约翰展开报复。

## 演员阵容

### 主要人物
- 池昌旭 饰演 泰中，背负冤屈展开报复的男人。[4]
- 都敬秀 饰演 约翰，伪造证据、设计真凶的雕刻家。[4]
- 李光洙 饰演 白道京，掌握事件关键线索的人。[4]
- 赵允秀 饰演 卢恩妃，泰中复仇的帮手。[4]

### 其他人物
- 梁東根 饰演 吕德秀，监狱里势力最大的人。[7]
- 表藝珍

## 制作
2023年11月，媒体报道都敬秀、池昌旭有望主演《限制来电》《亚马逊活命水》导演金昌柱执导的剧集《雕刻都市》，剧本由《模範計程車》《犯罪都市4》的编剧吴尚浩执笔，总制作费为350亿韩元，都敬秀将在该剧中首次饰演反派角色。2024年9月至11月，媒体先后报道赵允秀、表藝珍、梁東根加盟该剧；11月正式宣布该剧由池昌旭、都敬秀、李光洙与赵允秀主演。
主体拍摄于2024年9月开始。